# 金融法学
金融法是一國就規範保险、金融衍生品、商业银行、资本市场和投资管理等金融領域設定的法律和法规，从词义上看是指调整金融关系的法律。
从中国传统的观点来看，金融法规规属于经济法。中華人民共和國沒有制定名為金融法的法律，涉及金融領域的法律以金融行業的名稱命名，例如中國人民銀行法和商業銀行法。

## 概述
从现有金融行业来看，主要包括：银行、证券、保险、信托，这四个部分。在中国的教科书中，银行、证券、保险是被主要关注的地方，针对三个部门，中国设立了专门的管理部门：中国人民银行（以及银监会）、证监会、保监会。信托无论是在立法上还是在社会实践中都没有其他三个方面受到广泛的关注。
涉及到的金融行业的法律法规的内容主要涉及的为三个方面：一是金融机构与消费者的关系，二是金融机构之间的关系，三是金融机构与行政监管者之间的关系。    对于第一个关系，从性质来看是民事关系，应当通过民事法律来解决。对于第二个关系，这是一种行业经营者之间的关系，应当通过一些行业的规则加以管理，但是很遗憾的是中国的行业管理往往都是行政监管者来实现的，而基于一种民间的行业管理与西方社会相比还是有很大的差距。对于第三个关系，从法律性质上看，是一种行政法律关系，应当通过行政法律来调整。
从现有的一些法律来看，这三个方面的内容往往都包括。这主要是涉及到这些行业时的特殊性造成的。